# Бјеч
Бјеч (пољ. Biecz) град је у Пољској и седиште општине у горлицком повјату, у малопољском војводству. До средине 16. века, град је био један од највећих у Пољској. Као краљевски град, Бјеч је уживао економску и друштвену ренесансу током 14. и 15. века која је постепено опадала почевши од 17. века. Данас је то мали град са низом историјских споменика.
Неки лингвисти тврде да назив Бјеч води порекло од личног имена Бенедикт, Бејек, Бијек. Једна друга теорија повезује име града са легендарним племеном Бјеса. Највероватнија је хипотеза која каже да је име Бјеча постало од речи Бјејеч (Biejecz) која је назив за старо утврђење на тим просторима.

## Општи подаци
- Број становника: 4 641 (31.12. 2003)
- Површина: 17,8
- Географски положај: 49°44' N, 21°16' E
- Поштански код: 38-340
- Позивни број: 0-13

## Историја
- (4500. п. н. е.-1700. п. н. е.) - прво насеље
- 1023-1032 - први подаци о насељу
- 1303. — добија статус града
- 1311. — краљевски град
- 1721. — велика зараза коју је преживело само 30% становника
- 1772-1918 - под аустријском окупацијом
- 1882. — до града долази железничка пруга
- 1903, 12. маја велики пожар

Бјеч се налази на подручју које је било насељено још у неолитском периоду, односно око 4500 година п.н.е. Спремиште оружја и накита од легуре бакра из раног бронзаног доба пронађено је у мочвари у околини Бјеча у деветнаестом веку. Сада у Британском музеју, спремиште је познато по ретком купастом шлему или Кегелхелму. У 9. веку подигнут је замак, а мало насеље се брзо развијало око његовог периметра. Овај рани замак срушио је краљ Казимир IV Јагело у 13. веку и заменио га много већом структуром, сада једним од три преживела замка у овој области. Бјеч је добио магдебуршко право око 1257. године, вероватно од стране кнеза Болеслава Краковског. Током јесени 1306. године, власништво над градом и замком је мирним путем пренето под контролу Владислава I. Од овог тренутка, град и општина су били под контролом пољске круне. Владислав I је своју кампању за уједињење Пољске засновао из замка Бјеч од септембра 1311. до априла 1312. године..
Током 15. и 16. века подигнуте су бројне јавне и приватне зграде. У потпуности финансиран из пореских прихода, болнички буџет је био највећи у земљи. Економски просперитет је подстакао менталитет који је ценио образовање, што је подстакло отварање нове школске зграде 1528. године. У 15. и 16. веку, 150 студената из Бјеча студирало је на Јагелонском универзитету у Кракову, тада још познатом као Академија Краковска.
12. маја 1903. у Бјечу је избио велики пожар који је разорио пола града. Према историјским документима, уништене зграде обухватале су двадесет јеврејских продавница, тридесет католичких домова, царинарнице, апотеку, новоизграђену синагогу и стару градску већницу. Укупно је 600 становника остало без домова.

## Демографија
| 2021. |
| ----- |
| 4.468 |

## Атракције
- Црква која је саграђена крајем XV века
- фрагменти градских зидина
- болница из XV века
- манастир и црква реформиста из 1645

## Споменици
- Грунвалдска плоча
- Спомен-плоча посвећена убијеним Јеврејима
- Спомен-плоча посвећена Адаму Мицкјевичу
- Спомен-плоча посвећена папи Јовану Павлу II
- Споменик Станислава Виспјањског
- Споменик витезовима

## Познати Бјечани
- Вацлав Потоцки - песник
- Марћин Кромер - историчар
- Витолд Фусек - фармацеут
- Тадеуш Славски - историчар